# محطة ريفنا للطاقة النووية
محطة ريفنا للطاقة النووية هي محطة نووية تقع في فاراش، ريفنا أوبلاست، أوكرانيا، تحتوي المحطة على 4 مفاعلات تنتج حوالي 2500 ميغاواط.